# 량장

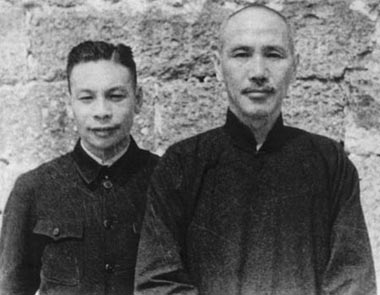
장징궈(사진 왼쪽)와
그의 아버지 장제스(사진 오른쪽)

량장(两蒋, 양장)은 장제스(蔣介石)와 그의 적출 장남(嫡出 長男)인 장징궈(蔣經國)라는 두 역대 자유중화민국 타이완 총통 부자(父子)를 흔히 지칭하는 용어이다.